# Nationale Universität Kiew-Mohyla Akademie
Die Nationale Universität Kiew-Mohyla Akademie (NaUKMA) (ukrainisch Національний університет „Києво-Могилянська академія“ (НаУКМА) Nazional’nyj uniwersytet „Kyjewo-Mohylans’ka akademija“; russisch Национальный университет «Киево-Могилянская академия»; lateinisch Academia Kiioviensis Mohileana; englisch National University of Kyiv-Mohyla Academy (NaUKMA)) ist eine der führenden ukrainischen Hochschulen.
Wenn man die 1632 gegründete Kiew-Mohyla Akademie als historische Vorgängerin der modernen Universität rechnet, ist die Nationale Universität Kiew-Mohyla Akademie (von 1659 «Києво-Могилянська академія») die älteste Universität in der Ukraine. Die Universität befindet sich am Kontraktowa-Platz im Hafenbezirk Podil in der Altstadt von Kiew. Die wiedereröffnete Kiew-Mohyla Akademie ist an mehreren Kooperationen weltweit beteiligt und bietet international ausgerichtete Bachelor- und Masterstudiengänge an. 2020 studieren 3936 Studenten, die von 608 Lehrern, davon 131 Professoren, unterrichtet werden, an der Universität (Stand:2020).

## Geschichte

### Kiew-Mohyla Akademie in 17.–19. Jahrhundert

Kiew Akademie und Bohojawlenski Kathedrale in 1840er

Siegel der Kiewer Mohyla Akademie

Im Jahre 1632 gründete der Archimandrit des Kiewer Höhlenklosters Petro Mohyla eine orthodoxe Schule auf dem Territorium der Kiewer Höhlenlawra. Der Unterricht in der Klosterschule wurde auf Latein sowie auf Polnisch gehalten. Sie war nach dem Muster der damaligen polnischen Eliteschulen – den Kollegien der Jesuiten – ausgerichtet. Bereits im Januar 1694 waren der Kiewer Schule Rechte zugesprochen worden, wie sie einer Akademie entsprachen, ohne ihr diesen Status zu gewähren. Der Kiewer Metropolit Warlaam beantragte deshalb 1701 bei Zar Peter I. die Gewährung der vollen Rechte einer Akademie. Er bestätigte am 26. September 1701 die bereits im Jahre 1694 gegebenen Rechte der Kiewer Schule. Nach einigen Quellen sprach er bereits in diesem Schreiben dem Kolleg den Status einer Akademie zu, nach anderen Quellen jedoch erst 1720. 1765 wurde Russisch zur Unterrichtssprache erklärt. Die Akademie war im 18. Jahrhundert eine der renommiertesten Lehranstalten der orthodoxen Welt mit bekannten Professoren und Gelehrten. Sie wurde 1817 durch den russischen Zar Alexander I. geschlossen. Im Jahre 1819 wurde eine Kiewer Theologische Akademie in den Gebäuden der Kiew-Mohyla Akademie wieder eröffnet. Nach der Oktoberrevolution 1918 wurden die Akademie geschlossen und die Gebäude an die militärische Dnipro-Flottille übergeben und alsbald für eine Marine-Hochschule genutzt.
Nach ihrem Vorbild entstand 1687 die Moskauer Slawisch-Griechisch-Lateinische Akademie.

### Die Universität nach der Wiedereröffnung

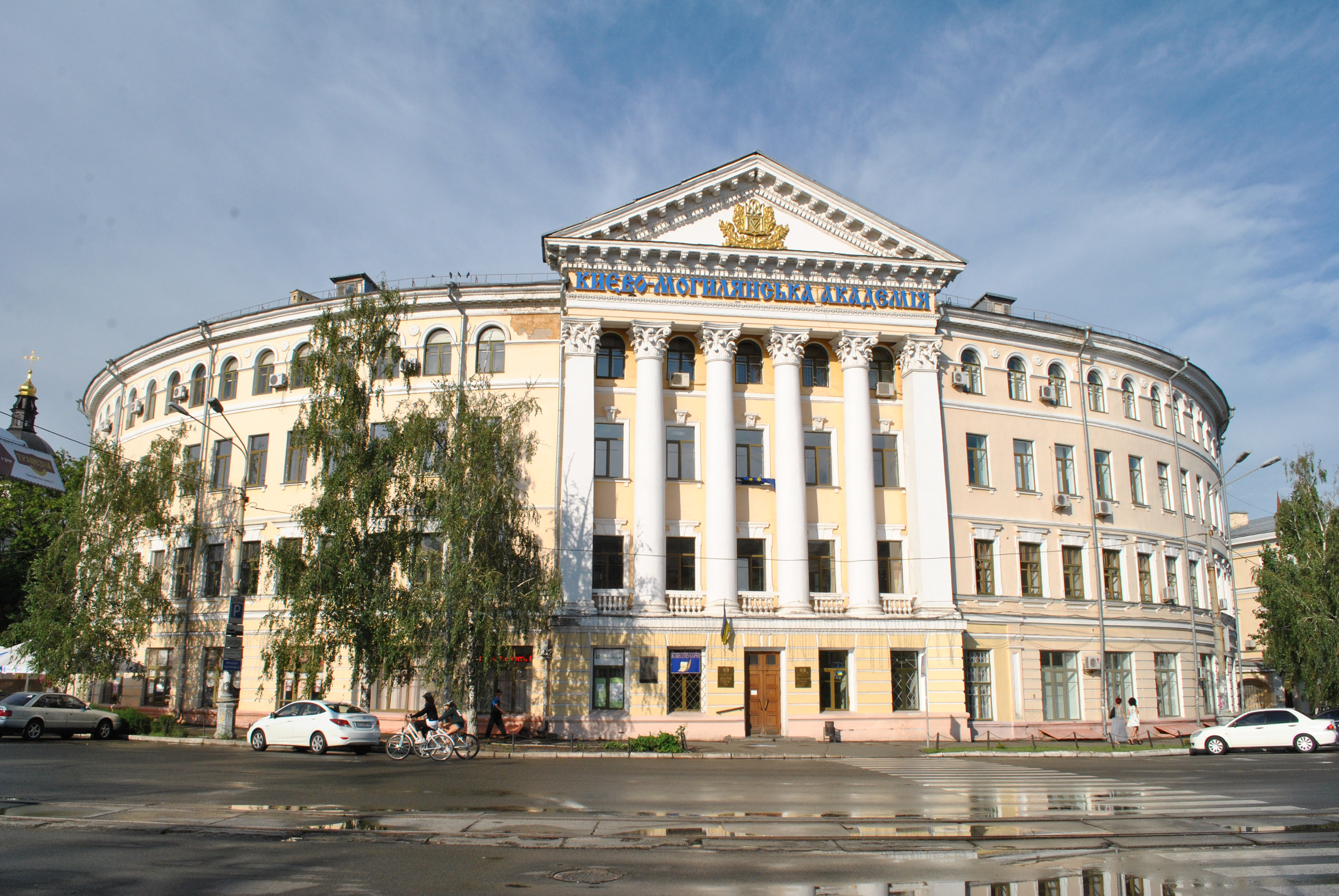
NaUKMA Hauptgebäude am Kontraktowa-Platz (erbaut von Andrei Melenski)

Erst 1992 konnte die Akademie wieder eröffnet werden. Initiatoren dafür waren zahlreiche Exil-Ukrainer aus den USA und Kanada sowie der erste Präsident der NaUKMA Wjatscheslaw Brjuchowezkyj. 1994 erhielt die Hochschule den Rang einer staatlichen Universität zuerkannt.
Ab 1992 gründete auf dem Campusgelände Kostjantyn Sihow seinen Verlag "Duch i Litera" (Geist und Buchstabe), 1996 begann der "Verlag der Mohyla Akademie" seine verlegerische Tätigkeit. Hier erscheint die geisteswissenschaftliche Zeitschrift "Kyjiwska Akademija".
Während der Orangen Revolution 2004 war die NaUKMA die erste Universität in der Ukraine, die sich an den Massendemonstrationen für den Kandidaten der Opposition und den bis 2010 amtierenden Präsidenten der Ukraine Wiktor Juschtschenko beteiligte.

## Fakultäten
- Geisteswissenschaften
- Wirtschaftswissenschaften
- Informatik
- Rechtswissenschaften
- Naturwissenschaften
- Sozialwissenschaften

## Studentenleben
Trotz einer kleinen Anzahl Studierender ist die Kiew-Mohyla Akademie bekannt für ihr sehr aktives Studentenleben. Unter mehreren Studentenorganisationen gibt es beispielsweise:
- Studentenvertretung
- Klub für intellektuelle Spiele
- Studentische Bruderschaft
- Campus Rundfunkstation KWIT[10]
- Kinoklub
- Theatergruppe
- Chor

## Internationale Partnerschaften
Die Kiew-Mohyla Akademie ist an mehreren internationalen Partnerschaften beteiligt. Unter anderen wird ein 2007 eingerichteter deutschsprachiger Masterstudiengang "Deutschland- und Europastudien" in Kooperation mit Friedrich-Schiller-Universität Jena angeboten. Einige internationale Organisationen wie das Goethe-Institut, British Council und American library befinden sich auf dem Campus in der Umgebung der Kiew-Mohyla Akademie.

## Berühmte Studenten und Professoren
Absolventen der alten Kiewer-Mohyla Akademie haben eine wichtige Rolle in alle Bereiche des gesellschaftlichen Lebens gespielt. Viele Hetmane der Saporoscher Kosaken haben hier studiert. Dazu zählen Iwan Masepa, Jurij Chmelnyzkyj, Pylyp Orlyk, Pawlo Polubotok, Pawlo Teterja, Iwan Skoropadskyj und Iwan Samojlowytsch. Alexander Besborodko, der Kanzler Russlands war, war ukrainischer Herkunft und hatte die Kiewer Akademie absolviert. Der gegenwärtig einflussreichste ehemalige Universitätsangehörige ist der letzte Präsident der Universität und ehemaliger Bildungsminister der Ukraine, Professor Serhij Kwit.
|
- Christian Gottlieb Bunge (1776–1857), deutsch-russischer Mediziner
- Iwan Hryhorowytsch-Barskyj (1713–1791), ukrainischer Architekt des Barock
- Wassyl Hryhorowytsch-Barskyj (1701–1747), ukrainischer orthodoxer Schriftsteller und Reisender
- Jurij Chmelnyzkyj (1641–1685), Hetman der ukrainischen Kosaken
- Stefan Jaworski (1658–1722), Metropolit
- Serhij Kwit (* 1965), ukrainischer Bildungsminister, zwischen 2007 und 2014 Präsident der Universität
- Michail Lomonossow (1711–1765), russischer Wissenschaftler und Dichter
- Iwan Masepa (1639–1709), Hetman der ukrainischen Kosaken
- Petro Mohyla (1596–1647), Metropolit von Kiew und Galizien
- Julija Mykytenko (* 1995), Offizierin und Aktivistin
- Pylyp Orlyk (1672–1742), Hetman der ukrainischen Kosaken
- Pawlo Polubotok (1660–1724), Hetman der ukrainischen Kosaken
- Theophan Prokopowitsch (1681–1736), Erzbischof von Nowgorod und Vizepräsident des Heiligen Synod
- Iwan Samojlowytsch (1630–1690), Hetman der ukrainischen Kosaken
- Ostap Semerak (* 1972), ukrainischer Minister
- Iwan Skoropadskyj (1646–1722), Hetman der ukrainischen Kosaken
- Hryhorij Skoworoda (1722–1794), ukrainischer Philosoph, Dichter und Musiker
- Jepifanij Slawynezkyj (?–1675), orthodoxer Geistlicher
- Meletij Smotryzkyj (1577–1633), ruthenischer (ukrainischer) Gelehrter und Theologe
- Pawlo Teterja (1620–1671), Hetman der ukrainischen Kosaken
- Dimitri Tuptalo (1651–1709), Metropolit von Rostow
- Artem Wedel (1770–1808), ukrainischer Komponist
- Samijlo Welytschko (1670–1728), ukrainischer Kosaken-Chronist